# Dark Star (игра)
Dark Star — компьютерная игра в жанре shoot ’em up, разработанная и изданная компанией Design Design для ZX Spectrum в 1984 году. В 1985 году были выпущены версии для других домашних компьютеров, включая Amstrad CPC, TRS-80 Color Computer и Dragon 32/64.

## Игровой процесс
В Dark Star игрок управляет хорошо вооружённым космическим кораблём под названием LIAR (Light Interstellar Attack Recon — с англ. — «Лёгкий межзвёздный атакующий разведчик»), чья задача — освободить галактику Dark Star от тирании Злого Лорда. Игровое поле представляет собой сетку 16x16 секторов. Игрок должен ориентироваться в космосе, перемещаться между планетами и использовать гиперпространственные врата для перехода между секторами.
Игровой процесс разделен на две основные фазы: космический бой и планетарный штурм. Во время космических баталий боевой компьютер игрока создает изображение окружающего пространства в режиме реального времени, показывая корабли противника, ракеты, скопления энергии и гиперпространственные врата. Вооружение корабля LIAR закреплено неподвижно и наводится путем маневрирования, при этом плазменные снаряды выстреливаются в направлении полета. Энергию можно восполнить, пролетая через синие квадраты.
На поверхности планет задача игрока — ликвидировать вражеские башни и базы для освобождения планеты. Башни ведут зенитный огонь и обрушиваются при попадании. Некоторые зоны прикрыты силовыми щитами с отверстиями, через которые надо пройти, чтобы избежать повреждений. После уничтожения всех баз планета считается освобождённой, и игрок может покинуть её для продолжения выполнения своего задания.
В Dark Star используются трехмерная векторная графика и каркасные модели, вызывающие ассоциации с классическими аркадными играми наподобие Asteroids. В игре есть тактическая карта сектора, на которой отображаются вражеские базы, положение корабля игрока, а также присутствуют юмористические комментарии.
Игра содержит шутливую галерею славы с именами, дающими ключ к секретной программе на оборотной стороне кассеты. Игроки могут регулировать уровень сложности, что влияет на сферу влияния Империи. Dark Star также включает красочную заставку с изображением высокого разрешения и предлагает множество вариантов настройки элементов управления и звуковых эффектов.

## Секретная программа
На обратной стороне кассеты с оригинальной версией Dark Star для ZX Spectrum была записана скрытая программа Spectacle. Для доступа к этой программе, визуально схожей с телетекстом, требовался пароль. Намёки на пароль были зашифрованы в таблице лучших результатов игры и содержали отсылку к композиции «Just Another Nervous Wreck» группы Supertramp с альбома «Breakfast in America». По словам Саймона Браттела, одного из разработчиков игры, работа над Spectacle помогала команде сохранять рассудок во время создания Dark Star.

## Критика
| Иноязычные издания      | Иноязычные издания |
| Издание                 | Оценка             |
| ----------------------- | ------------------ |
| Amstrad Action          | 84%                |
| Crash                   | 89%                |
| CVG                     | 33/40              |
| Sinclair User           | [ 12 ]             |
| Personal Computer Games | 8/10               |
| Home Computing Weekly   | [ 7 ]              |
| Your Spectrum           | 8/15               |
| Amstrad Computer User   | [ 8 ]              |
| Награды                 |                    |
| Издание                 | Награда            |
| Crash                   | Smash!             |

Dark Star удостоилась в основном благоприятных отзывов от ведущих игровых журналов того времени. Критики высоко оценили графическое исполнение и гибкость настроек, однако некоторые выразили озабоченность чрезмерной сложностью и монотонностью игрового процесса.
В журнале Computer and Video Games трёхмерное звёздное поле было названо «очень красивым» и «визуальным наслаждением», а Crash назвал графику «захватывающе быстрой» и «плавной», хотя и отметил её невысокую детализацию. Home Computing Weekly и Personal Computer Games также высоко оценили «впечатляющую» графику игры, причём последний подчеркнул, что она хорошо создаёт ощущение трёхмерного пространства Amstrad User присоединился к этим мнениям, назвав графику «впечатляющей» и отметив использование цветных линий.
Высокая скорость игрового процесса также привлекла внимание рецензентов. Crash заявлял, что это «должно быть, самая быстрая графика на Spectrum», а Popular Computing Weekly характеризовал игру как «скоростную» и «ошеломляющую». Amstrad Action также отметил «быстрый, динамичный» ход игры.
Рецензенты высоко оценили возможности настройки игры. Computer and Video Games назвали «меню с пользовательскими настройками» «главным достоинством этой игры», а Home Computing Weekly выделил такие функции, как возможность переназначения клавиш, настройки джойстика и выбора звуковых эффектов. Personal Computer Games и Amstrad Action также отметили множество доступных игрокам опций.
Сложность игры вызывала претензии критиков. Crash указал на то, что игра «поначалу сложна» и «требует значительных усилий для освоения», а Personal Computer Games охарактеризовал её как «крайне трудную» и требующую высокого уровня навыков. Amtix пришёл к выводу, что игра «непроста в управлении», но «легко затягивает».
Ряд обозревателей высказал опасения относительно монотонности игрового процесса. В журнале Your Spectrum отмечалось, что игра «становится довольно однообразной» и «со временем теряет большую часть своей привлекательности», хотя и указывалось, что отключение ракет пришельцев может сделать игру более приятной. В Popular Computing Weekly также предположили, что некоторые могут найти игру «однообразной» или «наводящей скуку». В Amstrad Action также упоминалось, что «атаки на базы могут показаться несколько однотипными».
Невзирая на указанные недостатки, многие обозреватели сочли игру увлекательной. В журнале Personal Computer Games её назвали «волнующей» и «притягательной», причём рецензент отметил, что «всё время хотелось сыграть ещё разок». Computer and Video Games подытожил, что игра «оправдала ожидания», и проявил интерес к планируемому сиквелу. В Amstrad User написали, что игра «достойна значительного успеха».